# Samos (Lugo)
 (novembre 2022).
Si vous disposez d'ouvrages ou d'articles de référence ou si vous connaissez des sites web de qualité traitant du thème abordé ici, merci de compléter l'article en donnant les références utiles à sa vérifiabilité et en les liant à la section « Notes et références ».
 (novembre 2022).
La mise en forme du texte ne suit pas les recommandations de Wikipédia : il faut le « wikifier ».
Les points d'amélioration suivants sont les cas les plus fréquents. Le détail des points à revoir est peut-être précisé sur la page de discussion.
- Les titres sont pré-formatés par le logiciel. Ils ne sont ni en capitales, ni en gras.
- Le texte ne doit pas être écrit en capitales (les noms de famille non plus), ni en gras, ni en italique, ni en « petit »…
- Le gras n'est utilisé que pour surligner le titre de l'article dans l'introduction, une seule fois.
- L'italique est rarement utilisé : mots en langue étrangère, titres d'œuvres, noms de bateaux, etc.
- Les citations ne sont pas en italique mais en corps de texte normal. Elles sont entourées par des guillemets français : « et ».
- Les listes à puces sont à éviter, des paragraphes rédigés étant largement préférés. Les tableaux sont à réserver à la présentation de données structurées (résultats, etc.).
- Les appels de note de bas de page (petits chiffres en exposant, introduits par l'outil «  Source ») sont à placer entre la fin de phrase et le point final[comme ça].
- Les liens internes (vers d'autres articles de Wikipédia) sont à choisir avec parcimonie. Créez des liens vers des articles approfondissant le sujet. Les termes génériques sans rapport avec le sujet sont à éviter, ainsi que les répétitions de liens vers un même terme.
- Les liens externes sont à placer uniquement dans une section « Liens externes », à la fin de l'article. Ces liens sont à choisir avec parcimonie suivant les règles définies. Si un lien sert de source à l'article, son insertion dans le texte est à faire par les notes de bas de page.
- La présentation des références doit suivre les conventions bibliographiques. Il est recommandé d'utiliser les modèles {{Ouvrage}}, {{Chapitre}}, {{Article}}, {{Lien web}} et/ou {{Bibliographie}}. Le mode d'édition visuel peut mettre en forme automatiquement les références.
- Insérer une infobox (cadre d'informations à droite) n'est pas obligatoire pour parachever la mise en page.

Pour une aide détaillée, merci de consulter Aide:Wikification.
Si vous pensez que ces points ont été résolus, vous pouvez retirer ce bandeau et améliorer la mise en forme d'un autre article.
Pour les articles homonymes, voir Samos (homonymie).
Samos est une commune de la comarque de Sarria, dans la province de Lugo, communauté autonome de Galice, au nord-ouest de l'Espagne. C'est aussi le nom du chef-lieu de cette commune.
Il est traversé par le Camino francés du Pèlerinage de Saint-Jacques-de-Compostelle, qui passe successivement par ses localités de San Cristovo do Real, Renche, San Martiño do Real, Samos (chef-lieu), Teiguín et Aián.
L’abbaye royale Saint-Julien de Samos (San Xulián), communauté religieuse appartenant à la province espagnole de la Congrégation de Subiaco (confédération bénédictine), y est implantée.

## Histoire
Création du monastère Saint-Julien de Samos (San Xulián), au VIe siècle,. Son existence est attestée depuis l'année 655 : c'est l'un des plus anciens lieu monastique d'Espagne.

## Divisions administratives
Le municipio de Samos recouvre les parroquias et localités suivantes :
| - Santa Marta de Castroncán avec ses localités de Castroncán, O Empalme, Vilachá ; - Santiago de Estraxiz avec ses localités de Estraxiz, Sivil ; - Santiago de Formigueiros avec ses localités de A Airexa, Sancovade, A Vila, Vilar ; - San Silvestre de Freixo avec ses localités de Balsa, Couso, Escanlar, Freixo ; - San Miguel de Frollais avec ses localités de O Carballal, Frollais, Pedra Chantada, A Ponte ; - Santo André de Gundriz avec ses localités de Carqueixeda, A Ferrería, Gundriz, Portela, Santa Mariña ; - Santa María de Loureiro avec ses localités de Castro de Lourido, Freituxe, Lamartín, Loureiro, Lourido Pequeno, Lulle, Ribas, Roxofrei, San Fiz, Vilaceite ; - San Martiño de Lousada avec ses localités de Fontearcuda, Gosende, Lousada San Román ; - Santa María de Montán avec sa localité de Montán - Santalla de Pascais avec ses localités de Arroxo, Gontán, Gorolfe, Pascais, A Pontenova, Teiguín, O Vao ; - Santo Estevo de Reiriz avec ses localités de Aián, Reiriz, A Veiga ; - Santiago de Renche avec ses localités de Lastres, Lourido Grande, Renche, Toca, Vigo do Real ; - San Martiño de Romelle avec ses localités de Paraxuá, Romelle, Vilameá ; - Santa Xertrude de Samos avec ses localités de Coíñas, A Ferrería, O Fontao, Foxos, Outeiro, Samos (chef-lieu), A Torre, Viladetrés ; - San Cristovo de Lóuzara avec ses localités de Airapadrón Campos, Castrelo, Chaos, Chelo, Frexulfe, Lampazas, \| Outonín, Quintá, San Cristovo ; - San Cristovo do Real avec ses localités de Abradelo, O Covallo, Lusío, Nande, Reigosa, San Cristovo do Real, San Paio - San Mamede do Couto avec ses localités de A Brea, Froián, Lamas, Manxar, O Mesón, San Mamede, Val, Vilamelle ; - San Martiño do Real avec ses localités de San Martiño do Real, Vilar do Real ; - San Xil de Carballo avec sa localité de San Xil - San Xoán de Lóuzara avec ses localités de Bustofrío, Locai, Paredes, A Ponte, Praducelo, Requeixo, San Xoán, Santo Sidro, Trascastro, Vila do Castro, Vilela ; - San Xosé de Santalla avec ses localités de Casares, A Casela, Gamiz, Parada, Santalla, Vilar do Robledo ; - Santa María de Suñide avec ses localités de A Airexe, Francos, Guisalle, Outeiro, Piñeiro, Suñide, Venda de Córneas, Vileiriz ; - San Xulián de Teibilide avec sa localité de Teibilide - Santiago de Zoó avec ses localités de Furela, Zoó |

### Galerie de photos
La photo ci-dessous montre une église paroissiale du municipio de Samos.

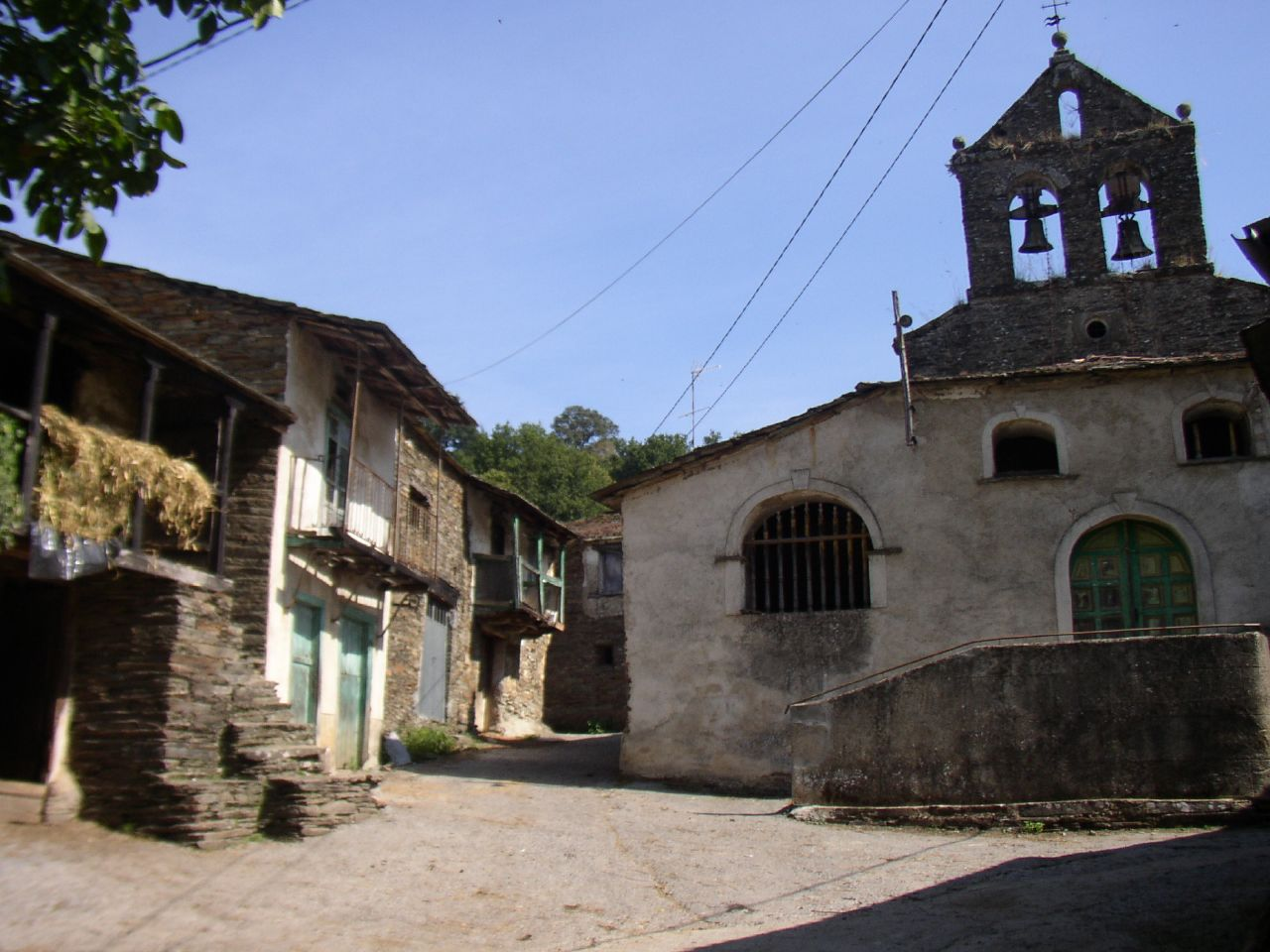
Église de Santiago de Renche.

## Patrimoine et culture

### Pèlerinage de Compostelle
Par le Camino francés du Pèlerinage de Saint-Jacques-de-Compostelle, le chemin vient du municipio de Triacastela, en passant avant ce village par les localités de Fonfría, de Biduedo, de Filloval, d'As Pasantes et de Ramil.
Dans ce municipio de Samos, le chemin parcourt les localités de San Cristobo do Real, de Renche, de San Martíno do Real, par son chef-lieu Samos, puis par Teiguín et par Aián.
Le prochain municipio traversé est Sarria, en passant par ses localités de Sarria (chef-lieu), de Barbadelo et de Rente.

### Patrimoine religieux
Protégé par  l'un des premiers rois de l'Espagne médiévale, ce monastère bénédictin a été très riche et puissant, avec son école de théologie. Il subsiste en 2022 une petite communauté de moines : une dizaine. La porte romane, la plus ancienne, est conservée. Deux cloîtres sont accolés. Dans le plus ancien, du XVe siècle, se trouve la fontaine dite des Néréides. Le cloître récent, végétalisé par un jardin, contient une statue de Benito Feijoo, novice dans ce monastère. Les murs de son déambulatoire sont peints par des artistes du milieu du XXe siècle. La sacristie ancienne, dans sa tour octogonale, est entourée de peintures murales. L'église abbatiale reconstruite au XVIIIe siècle contient des retables anciens. Le monastère conserve dans sa bibliothèque environ vingt-cinq mille ouvrages, dont des éditions rares.

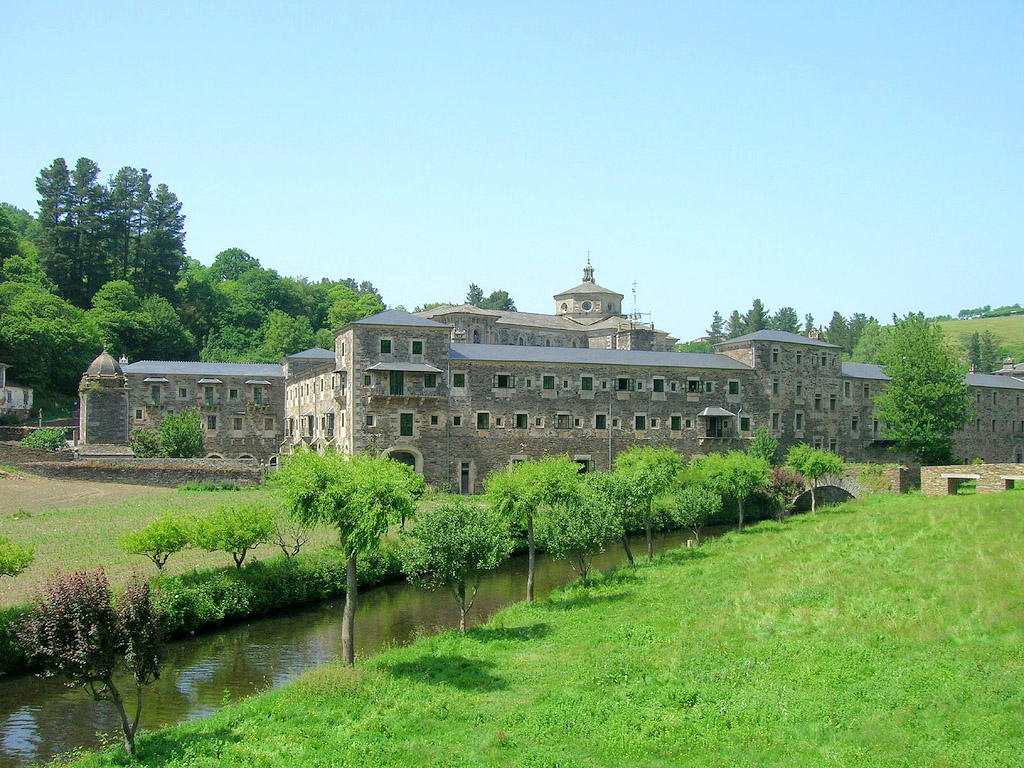
Monastère de San Xulián de Samos, vue générale.
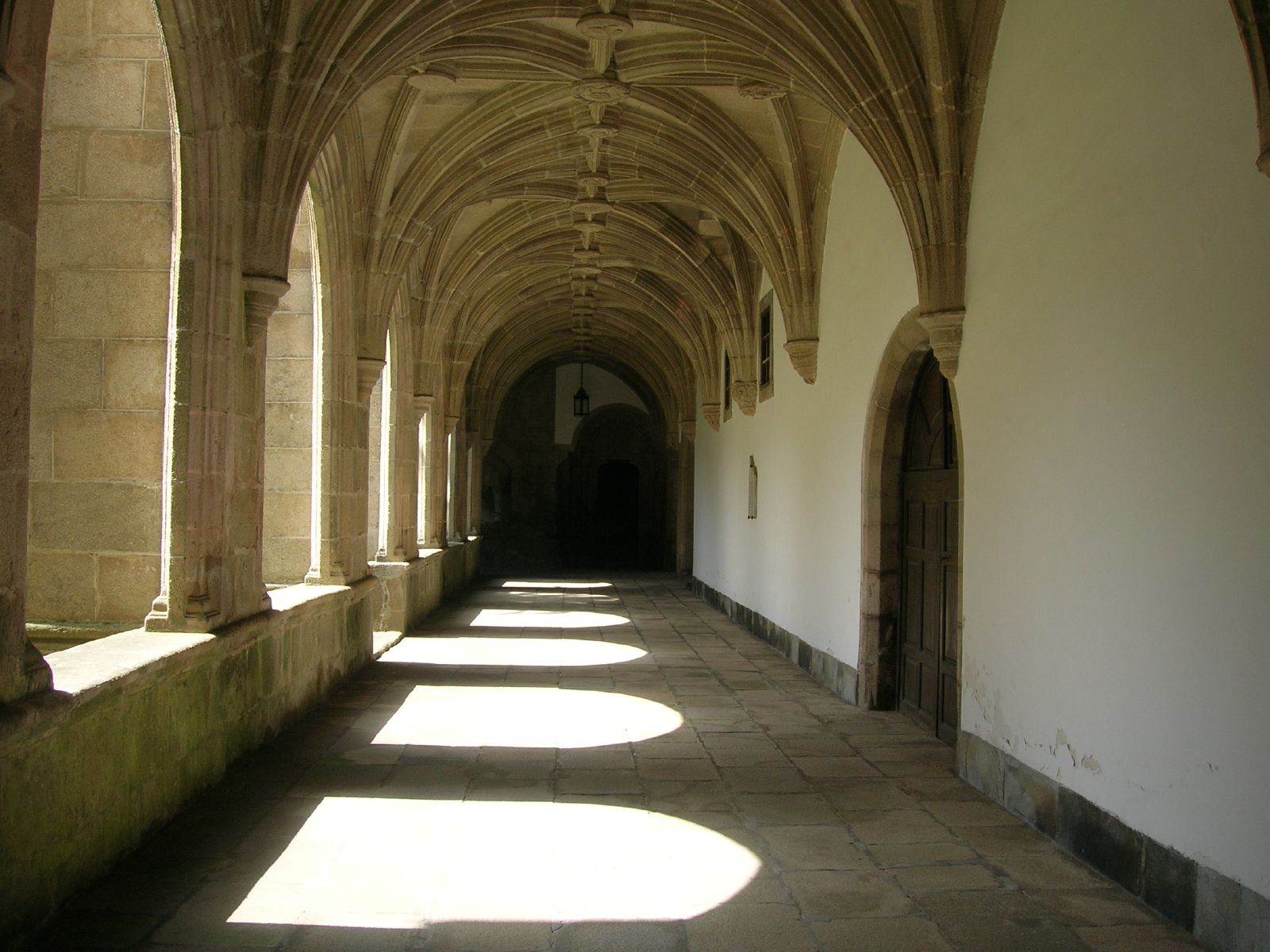
Monastère de San Xulián de Samos, galerie du grand cloître, le plus récent.
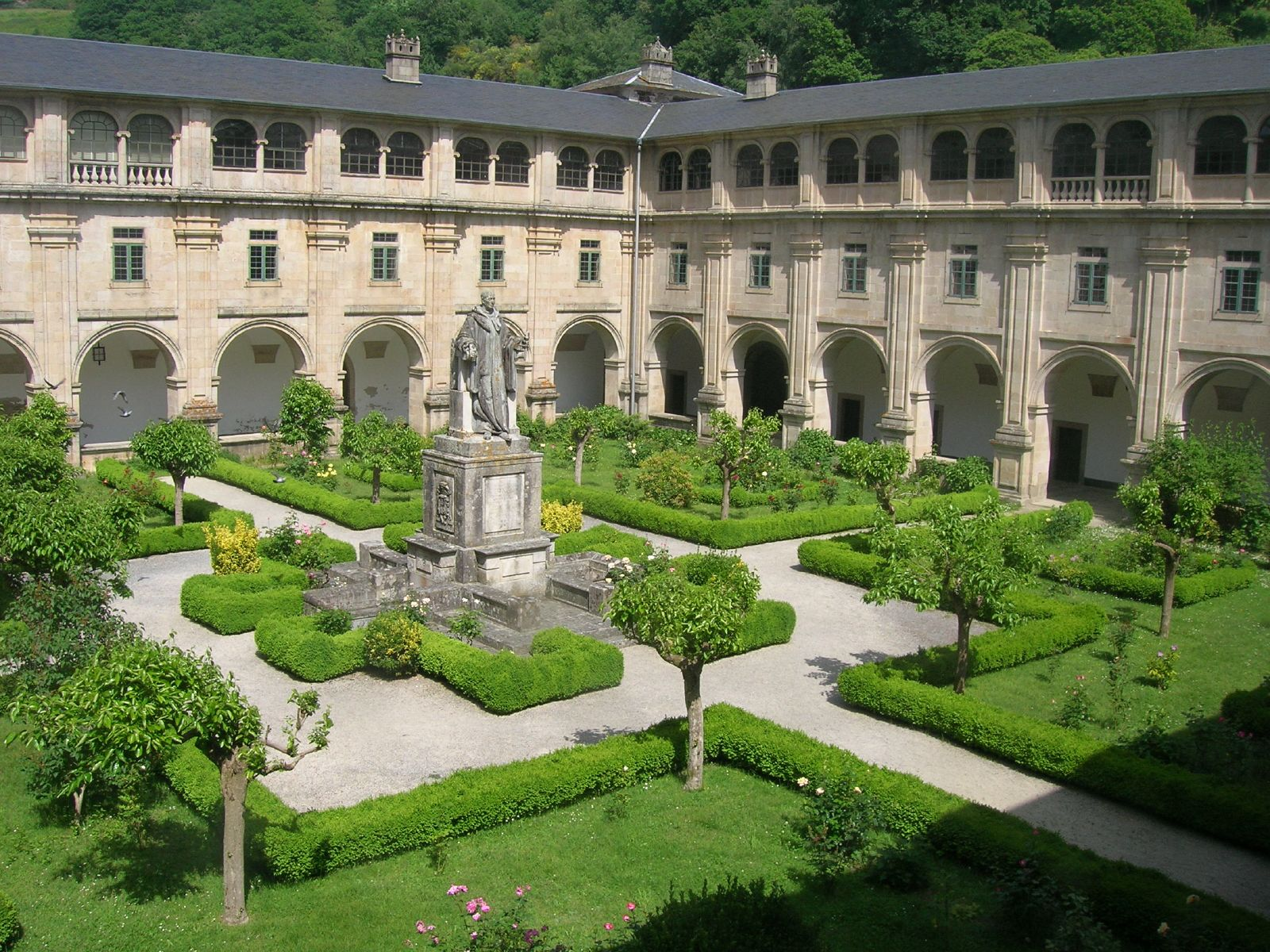
Monastère de San Xulián de Samos, patio du grand cloître.

## Sources et références
- (es) Cet article est partiellement ou en totalité issu de l’article de Wikipédia en espagnol intitulé « Samos (Lugo) » (voir la liste des auteurs).
- (fr) Grégoire, J.-Y. & Laborde-Balen, L. , « Le Chemin de Saint-Jacques en Espagne - De Saint-Jean-Pied-de-Port à Compostelle - Guide pratique du pèlerin », Rando Éditions, mars 2006,  (ISBN 2-84182-224-9)
- (fr)« Camino de Santiago St-Jean-Pied-de-Port - Santiago de Compostela », Michelin et Cie, Manufacture Française des Pneumatiques Michelin, Paris, 2009,  (ISBN 978-2-06-714805-5)
- (fr)« Le Chemin de Saint-Jacques Carte Routière », Junta de Castilla y León, Editorial

1. ↑  https://www.abadiadesamos.com/seccion/112/Historia.html
2. ↑  « Monastère de Samos à Samos », sur Spain.info (consulté le 20 novembre 2023).